# Norbanus arcuatus
Norbanus arcuatus är en stekelart som beskrevs av Xiao och Huang 2001. Norbanus arcuatus ingår i släktet Norbanus och familjen puppglanssteklar. Inga underarter finns listade i Catalogue of Life.